# Лакустениј де Жос (Валча)
Лакустениј де Жос (рум. Lăcustenii de Jos) насеље је у Румунији у округу Валча у општини Лакустени. Oпштина се налази на надморској висини од 219 m.

## Становништво
Према подацима из 2002. године у насељу је живело 250 становника, од којих су сви румунске националности.